# Třída Durance
Třída Durance je třída zásobovacích tankerů francouzského námořnictva, kterou používají rovněž námořnictva Argentiny, Austrálie a Saúdské Arábie. Plavidla jsou schopna na otevřeném moři zásobovat válečné lodě topným olejem, motorovou naftou, leteckým palivem, pitnou vodou, municí, potravinami a náhradními díly. Celkem bylo, v různých modifikacích, postaveno osm jednotek této třídy. V roce 2016 jsou všechny jednotky stále v aktivní službě. Ve službě je nahradí logistické podpůrné lodě třídy Jacques Chevallier.

## Stavba

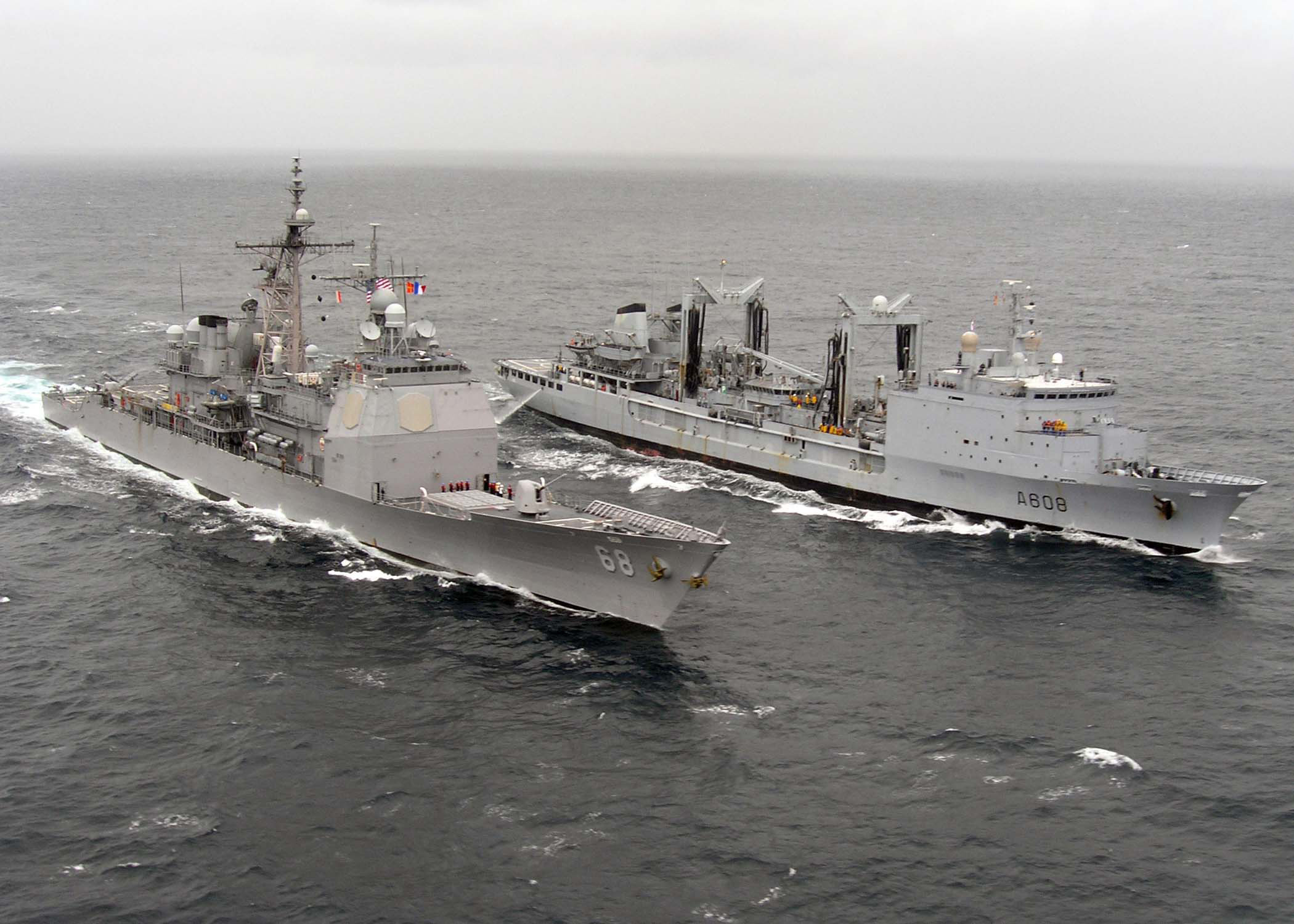
Tanker Var při zásobování amerického raketového křižníku USS Anzio

V letech 1976–1990 bylo do služby zařazeno pět jednotky této třídy, pojmenovaných Durance (A 629), Meuse (A 607), Var (A 608), Marne (A 630) a Somme (A 631). Všechny postavila francouzská loděnice Arsenal de Brest v Brestu. Šestý modifikovaný tanker HMAS Success (OR 304), byl postaven v letech 1980–1986 australskou loděnicí Vickers Cockatoo pro Austrálii.
Na třídu Durance navazují též mírně zmenšené tankery Boraida (902) a Yunbou (904), postavené pro Saúdskou Arábii francouzskou loděnicí CN la Ciotat v Marseilles. Do služby byly zařazeny v letech 1984–1985. Saúdskoarabské tankery se liší například tím, že mají jen jednu doplňovací pozici na každém boku.
Po vyřazení Durance z řad francouzského námořnictva tanker roku 1999 zakoupila Argentina, která ho do služby zařadila jako ARA Patagonia.
Jednotky třídy Durance:
| Jméno                 | Uživatel            | Spuštěna | Vstup do služby  | Status                                                           |
| --------------------- | ------------------- | -------- | ---------------- | ---------------------------------------------------------------- |
| Durance (A629)        | Francie (Argentina) | 1975     | 1. prosince 1976 | Po vyřazení získán Argentinou jako ARA Patagonia (B-1), aktivní. |
| Meuse (A607)          | Francie             | 1978     | 2. srpna 1980    | Vyřazena 16. prosince 2015.                                      |
| Var (A608)            | Francie             | 1981     | 29. ledna 1983   | Vyřazena 1. července 2021.                                       |
| Marne (A630)          | Francie             | 1985     | 16. ledna 1987   | Vyřazena 20. října 2023.                                         |
| Somme (A631)          | Francie             | 1987     | 7. března 1990   | aktivní                                                          |
| HMAS Success (OR 304) | Austrálie           | 1984     | 23. dubna 1986   | Vyřazen 29. června 2019.                                         |
| Boraida (902)         | Saúdská Arábie      | 1983     | 29. února 1984   | aktivní                                                          |
| Yunbou (904)          | Saúdská Arábie      | 1984     | 29. srpna 1985   | aktivní                                                          |

## Konstrukce

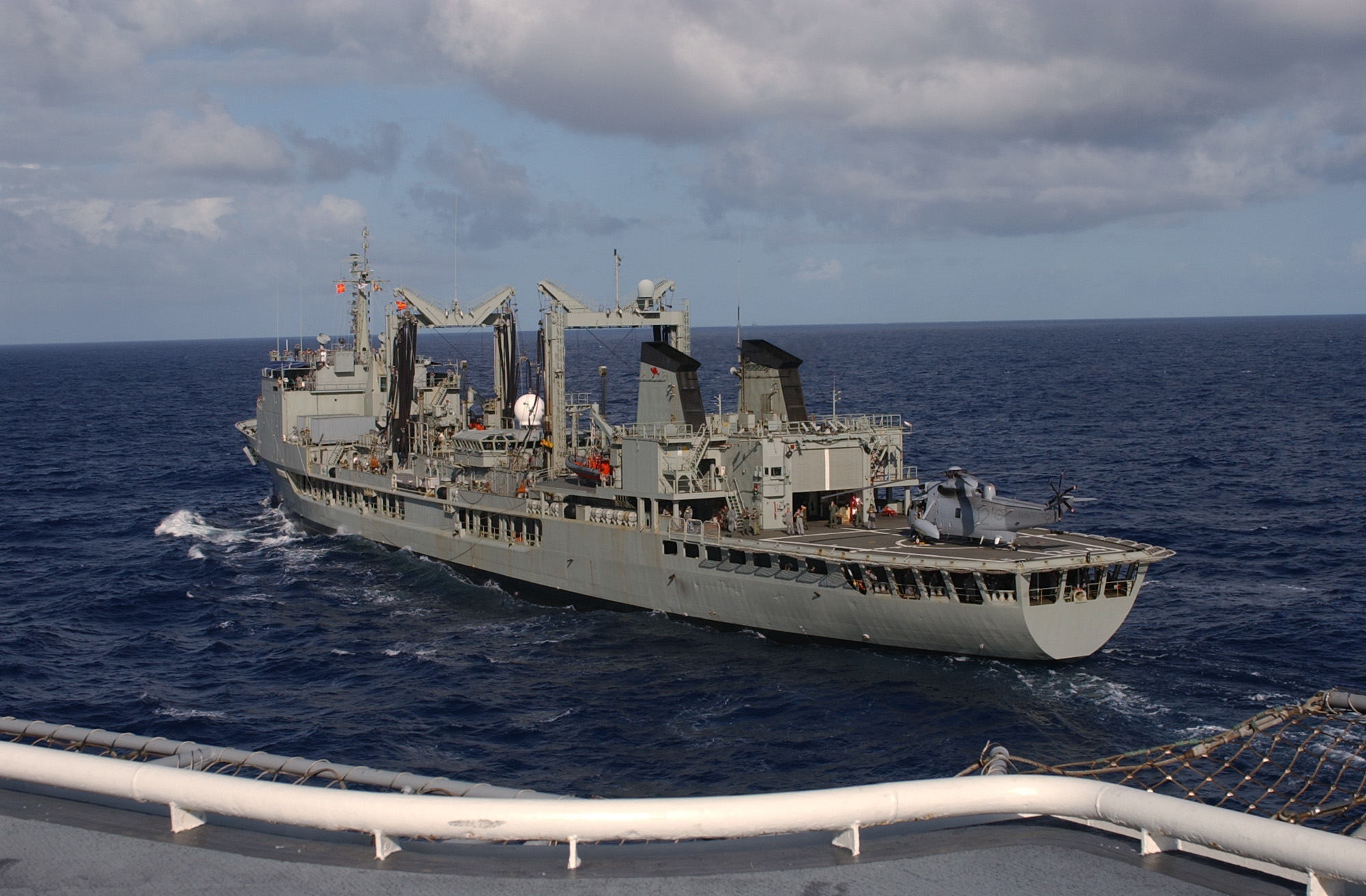
Tanker HMAS Success při zásobování výsadkové lodi USS Tarawa

Každá z lodí může najednou zásobovat tři další lodě. Každá je na každém boku vybavena dvěma pozicemi pro doplňování kapalných a pevných zásob během plavby, na každém boku je jeden prostředek pro dopravu těžkých břemen, přičemž třetí zásobovací stanoviště je na zádi. Vertikální zásobování provádí palubní vrtulník. Dle skladby zásob se jednotlivé lodě poněkud liší.
| Jméno             | Topný olej | Motorová nafta | Letecké palivo | Pitná voda | Munice | Potraviny | Náhradní díly |
| ----------------- | ---------- | -------------- | -------------- | ---------- | ------ | --------- | ------------- |
| Durance           | 7500 t     | 1500 t         | 500 t          | 130 t      | 150 t  | 170 t     | 50 t          |
| Meuse             | 5000 t     | 3200 t         | 1800 t         | 130 t      | 150 t  | 170 t     | 50 t          |
| Var, Marne, Somme | 5090 t     | 3310 t         | 1090 t         | 260 t      | 180 t  | ?         | 15 t          |
| Success           | 8220 t     | 8220 t         | 1131 t         | 259 t      | 170 t  | 183 t     | 45 t          |

Var, Marne a Somme mají zvětšený můstek, prostory pro ubytování štábu a 45 vojáků přepadového oddílu a mohou tak sloužit jako zásobovací a velitelské lodě (BCR – Batiments de Commandement et de Revitaillement). Původní obrannou výzbroj, složenou z 20mm a 40mm kanónů, v 90. letech nahradily tři 20mm kanóny a dvě dvojitá odpalovací zařízení Simbad pro protiletadlové řízené střely krátkého dosahu Mistral.
Na zádi tankerů je plošina a hangár pro uskladnění jednoho transportního vrtulníku. Dříve se používal typ SA 319B Alouette III, po jeho vyřazení především SA 365F Dauphin či Lynx. Pohonný systém tvoří dva diesely SEMT Pielstick 16 PC2.5 V400 o výkonu 15 500 kW. Lodní šrouby jsou dva. Nejvyšší rychlost dosahuje 19 uzlů. Dosah je 9000 námořních mil při rychlosti 15 uzlů.

## Operační nasazení

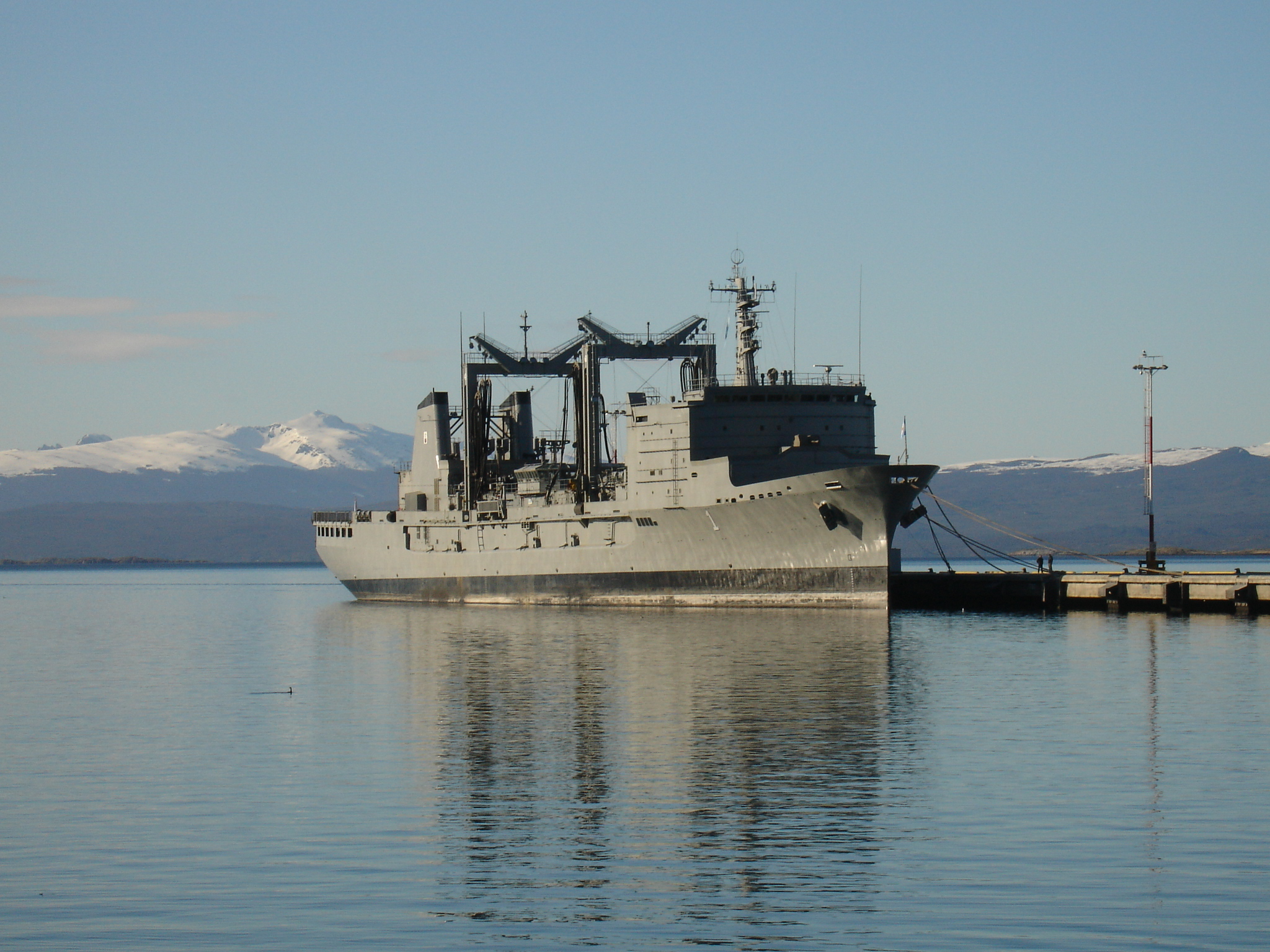
ARA Patagonia v přístavu Ushuaia v Ohňové zemi

Australský tanker Success byl nasazen jak v první válce v Zálivu roku 1991, tak roku 1999 při mezinárodní intervenci ve Východním Timoru.
V říjnu 2009 se tankeru Somme podařilo 500 kilometrů od somálského pobřeží zajmout skupinu pěti somálských pirátů, kteří se ho pokusili unést v domnění, že jde o obyčejnou civilní nákladní loď.